# Klaus Immelmann
Klaus Immelmann (* 6. Mai 1935 in Berlin; † 8. September 1987 in Bielefeld) war ein deutscher Verhaltensbiologe und Hochschullehrer. An der Universität Bielefeld wirkte er seit 1973 als ordentlicher Professor für Verhaltensphysiologie.

## Leben
Schon als Schüler in Wiesbaden, wo er das Gymnasium besuchte, galt Klaus Immelmann, Sohn von Ruth Immelmann, geborene Rogall, und des Röntgenologen Kurt Immelmann, sowie Neffe des Jagdfliegers Max Immelmann, als Vogelliebhaber. Von 1954 bis 1959 studierte er Biologie, Chemie und Geographie an den Universitäten in Mainz und Zürich. 1958 folgte in Mainz die Promotion zum Dr. rer. nat. über australische Prachtfinken, denen er – nach einem Studienaufenthalt in Australien (1959/1960) – 1963 in Braunschweig auch seine Habilitationsarbeit widmete. Immelmann war evangelisch. Im Jahr 1963 heiratete er Gertrud Laue; aus der Ehe gingen die Kinder Thomas und Christiane hervor.
Von 1961 bis 1973 war Immelmann zunächst Assistent, danach als Dozent und außerplanmäßiger Professor (ab 1963) sowie Abteilungsvorstand am Zoologischen Institut der Technischen Hochschule bzw. Technischen Universität Braunschweig. 1973 folgte er einer Berufung an die Fakultät für Biologie der im Aufbau befindlichen Universität Bielefeld und wurde dort ordentlicher Professor am damals einzigen Lehrstuhl für Verhaltensphysiologie in Deutschland.
Im Jahr 1965 war Immelmann Generalsekretär, von 1974 bis 1982 Präsident der Deutschen Ornithologen-Gesellschaft (DO-G). 1983/1984 war er Präsident der Deutschen Zoologischen Gesellschaft und 1986 Präsident des 19. Internationalen Ornithologenkongresses in Ottawa / Kanada. Im Anschluss daran wurde er 1986/1987 zum Leiter des Wissenschaftlichen Teams beim „Funkkolleg Psychobiologie“ der Hörfunksender von WDR, hr, SR, SWF, SDR und Radio Bremen berufen.
Neben seiner Tätigkeit als Hochschullehrer hatte er ein großes Interesse an der populären Vermittlung wissenschaftlicher Erkenntnisse. Unmittelbaren Bezug zur Vogelhaltung haben einige seiner Bücher, z. B. Im unbekannten Australien, dem Lande der Papageien und Prachtfinken (1960) und Vögel im Käfig und Voliere: Prachtfinken (1965).

## Bedeutung
Klaus Immelmann begründete das Fach Verhaltensbiologie an der Universität Bielefeld und machte das Institut international bekannt. Immelmann erforschte die Individualentwicklung von Verhalten und hier speziell die Mechanismen und Auswirkungen der sexuellen Prägung und der Gesangsprägung, sein Modelltier war der Zebrafink. Klaus Immelmann hat über 100 wissenschaftliche Arbeiten und Bücher veröffentlicht, unter anderem zur Verhaltensökologie und zur Jahresperiodik von Verhalten, darunter Standardwerke zur Ethologie und zur Haltung von Prachtfinken.
Nach seinem Tod wurde sein Lehrstuhl kommissarisch von der in Bonn bereits emeritierten Verhaltensbiologin Hanna-Maria Zippelius vertreten. Zu seinen akademischen Schülern gehört der Münsteraner Professor für Verhaltensbiologie Norbert Sachser.

## Ehrungen
- Ehrenmitgliedschaft American Ornithologists Union
- Ehrenmitgliedschaft Soc. Ornithologique de France

Seit 2001 veranstaltet die Fakultät für Biologie der Universität Bielefeld alljährlich im November oder Dezember die Immelmann-Lecture, eine Vorlesung eines international anerkannten Naturwissenschaftlers.

## Veröffentlichungen (Auswahl)
- Australian Finches. 1965 und 1982.
- Der Zebrafink. Ziemsen, Lutherstadt Wittenberg 1973 (= Nachdruck der 4. Auflage: Westarp, Hohenwarsleben 2005, ISBN 978-3-89432-778-1).
- Verhaltungsforschung. 1974.
- Einführung in die Verhaltensforschung- 1976 und 1979.
- Praktikum der Verhaltensforschung. Gustav Fischer Verlag, Stuttgart 1978, keine ISBN
- mit Dieter Vogels: Die Australischen Plattschweifsittiche. 5. Auflage. A. Ziemsen Verlag, Wittenberg Lutherstadt 1989 (= Die neue Brehm-Bücherei. Band 334), ISBN 3-7403-0228-3
- Wörterbuch der Verhaltensforschung. 1982; Blackwell, 1999, ISBN 3-8263-3272-5.
- mit Klaus R. Scherer, Christian Vogel und Peter Schmook (Hrsg.): Psychobiologie. Grundlagen des Verhaltens. Psychologie-Verlags-Union, Weinheim 1988, ISBN 3-621-27073-6.
- Einführung in die Verhaltensforschung. Parey, Berlin/Hamburg 1983 (= Pareys Studientexte. Band 13), ISBN 3-489-62236-7.
- als Hrsg. mit George Barlow, Lewis Petrinovich und Mary Main: Verhaltensentwicklung bei Mensch und Tier: Das Bielefeld-Projekt. Parey, Berlin 1982.
  - mit George W. Barlow, Lewis Petrinovich, Mary Biggar Main (Hrsg.): Behavioral Development. The Bielefeld interdisciplinary project. Cambridge University Press, Cambridge 1981.
- Einführung in die Verhaltensforschung. Parey,  Berlin und Hamburg 1979, ISBN 978-3-489-61036-6.
- als Hrsg.: Grzimeks Tierleben. Sonderband Verhaltensforschung. Kindler, Zürich 1974.
- Vögel im Käfig und Voliere: Prachtfinken. Verlag Hans Limberg, Aachen 1965.
- Im unbekannten Australien, dem Lande der Papageien und Prachtfinken. Verlag Gottfried Helène, Pfungstadt/Darmstadt 1960.

## Belege
1. ↑  Gordon L. Maclean: Orbituary: Klaus Immelmann 1935–1987. In: Ostrich. Journal of African Ornithology. Band 58, Nr. 4, 1987, S. 190, doi:10.1080/00306525.1987.9633910.
2. ↑  Klaus Conrads: Klaus Immelmann 1935–1987. In: Berichte des Naturwissenschaftlichen Vereins für Bielefeld und Umgegend. Band 29, 1988, S. III–IV, Volltext (PDF).
3. ↑  Franz Robiller: Das große Lexikon der Vogelpflege / 1. A - K. 2.  Auflage. Eugen Ulmer, Stuttgart (Hohenheim) 2003, ISBN 3-8001-3195-1.
4. ↑  Immelmann-Lectures. Auf: uni-bielefeld.de, zuletzt abgerufen am 9. April 2022.

| Personendaten    | Personendaten                                   |
| ---------------- | ----------------------------------------------- |
| NAME             | Immelmann, Klaus                                |
| KURZBESCHREIBUNG | deutscher Verhaltensbiologe und Hochschullehrer |
| GEBURTSDATUM     | 6. Mai 1935                                     |
| GEBURTSORT       | Berlin                                          |
| STERBEDATUM      | 8. September 1987                               |
| STERBEORT        | Bielefeld                                       |